# Fagertjärnarna (Degerfors socken, Västerbotten, 711899-169273)
Fagertjärnarna är en sjö i Vindelns kommun i Västerbotten och ingår i Umeälvens huvudavrinningsområde.